# 王少飛
王 少飛（おう しょうひ、Shaofei Wang、男性）は、中華人民共和国湖南省出身の画家。
3歳で絵を描き始める。

独特の画風から『東洋のピカソ』『天才画家』と呼ばれ、世界中で数十回の個展を開く。墨絵と中国画芸術を融合して世界現代抽象芸術の最高峰へ発展する数少ない画家の一人である。85億円の「高い太陽」は水墨画の単一作品において評価収蔵価格が世界記録を更新 。
国際的に有名な巨匠王少飛が World Expo 2025大阪・関西万博の岡山子ども未来ミュージカル「ハロルド！」のイベントSpecial guestとして決定。
絵画のサインには二種類あり、高価格で落札価格が億超えするような大作に"wild moon"(名野月)というサインがつけられ、中国や韓国内などのオークション相場では基本的には億単位の価格がつけられる。
それ以外も "shao fei wang"(王少飛)というサインがある。。

## 略歴
- 湖南工艺美术职业学院卒業
- 神戸大学大学院美術教育学研究科修士課程修了（1993年）[6][7]
- フランス国際賞
- 国連金賞受賞
- 新中国絵画芸術最高栄誉賞受賞（2009年）[8]

## 作品

### 代表作品
- 「漁家の女」1986年
- 「紅夢」1988年
- 「宇宙共存」1989年
- 「神の曲」1990年
- 「音楽家の人生」1991年
- 「魚の音楽」1994年
- 「高い太陽」2007年
- 「夏の恋」2017年

### 秀作
- 「王様と私」1991年
- 「楽しい我が家」2002年